# Jean-Michel Cambon
Pour les articles homonymes, voir Cambon.
Pas d'image ? Cliquez ici
Jean-Michel Cambon, né le 5 janvier 1952  à Soisy-sous-Montmorency (Seine-et-Oise) et mort le 12 mars 2020 aux roches du Trident de Cognet (vallée du Drac, Isère), est un instituteur, grimpeur et alpiniste français. Il est à l'origine de nombreuses voies d'escalade en France, notamment dans la région de l'Oisans (Alpes). Il est l'auteur de plusieurs topo-guides d'escalade. Il est qualifié d'« équipeur aux mille voies d'escalade et aux topos iconiques ».

## Biographie
Instituteur à Saint-Martin-d'Hères dans l'agglomération grenobloise, Jean-Michel Cambon a dédié l’autre moitié de sa vie à l’escalade.
Grimpeurs de plusieurs voies classiques, il fait cordée avec Jean-Marc Boivin dans les années 1980. Mais Jean-Michel Cambon est surtout connu pour l'ouverture de nombreuses voies nouvelles en France, notamment dans la région de l'Oisans (Alpes). Auteur de plusieurs topo-guides d'escalade, il est qualifié d'« équipeur aux mille voies d'escalade et aux topos iconiques ».
Il est considéré comme un personnage charnière de l'histoire de l'équipement des falaises françaises, qui a tout aussi bien vécu « "l’époque héroïque" dans les années 1970 avant de découvrir les spits dans la décennie suivante ». Il s’attachait depuis les années 2000 à démocratiser l'escalade.

### Alpinisme et répétition de grands itinéraires en Europe
Comme l'attestent des articles de presse de l'époque ou plus récents « Jean-Michel Cambon a vingt-trois ans et déjà une première vie d’alpiniste derrière lui. À 18 ans, il a répété les voies les plus dures des Dolomites – Carlesso à la Torre Trieste, Andrich-Fae et Philipp-Flamm à la Civetta – en une saison ». Il grimpe notamment avec Jean-Marc Boivin ; ensemble ils font la sixième répétition de la face sud du Fou, en 1972, sans baudrier, avec une ceinture d’encordement, puis des classiques de difficultés, les Drus, les Grandes Jorasses.
En couple, il s'éloigne de l'alpinisme et de la haute montagne, mais l’envie de tracer des nouvelles voies reste.

### Réalisations en tant qu'ouvreur
Ouvreur surtout actif dans l'Oisans, depuis les années 1970, notamment dans le massif des Écrins durant plus de quarante ans, il laisse des centaines d'itinéraires, dont plusieurs voies emblématiques : la voie des Maîtres à l'Ailefroide, Isabelle aux Bans au sommet éponyme, le pilier des Séracs dans la face nord de l'Ailefroide ou encore la voie de l’Étoile à l'Aiguillette du Lauzet. Un communiqué du parc national des Écrins indique ainsi : « nous voulons souligner à quel point ce grand monsieur de la montagne a contribué à faire magnifiquement connaître le massif des Écrins et à le faire aimer. En le sortant d'une sempiternelle comparaison avec le massif du Mont-Blanc, il a montré que les sommets et parois de cet Oisans sauvage pouvaient encore être réinventés. »
Pendant près de dix ans, il a aussi notamment développé les secteurs des rochers de l'Homme, à Chamrousse. Débuté en 1997, le nettoyage et l’équipement de ces hautes falaises de gneiss, raides représente 26 voies, 210 longueurs, 2 800 spits à quelques centaines de mètres du domaine skiable, et proche de Grenoble.
Dans une dernière période, il s'est investi dans des secteurs de roche au-dessus du Drac ; il y est mort.

### Mort
Jean-Michel Cambon meurt accidentellement le 12 mars 2020 en chutant d'une paroi près de Cognet,,. Selon les explications détaillées, l'accident serait survenu pendant une phase d'équipement depuis une corde fixe. Il était relié par un anneau de corde à sa poignée jumar de remontée. En « répétant un mouvement » sans doute pour positionner au mieux le futur point d'ancrage, il aurait chuté légèrement au-dessus de son propre rattachement à la corde fixe, induisant un facteur chute élevé  sur le court anneau de corde qui reliait son baudrier à la poignée. C'est cet anneau de corde vraisemblablement ancien et possiblement usé  qui a cédé et n’a pas retenu cette chute.

## Principales ascensions
- Nous partirons dans l'ivresse, en 1994, avec Pierre Chapoutot, en face sud de la Meije.
- Directe Cambon-Francou dans la face nord du pic Sans Nom, 1975, avec Bernard Francou[13].

## Publications
- 1988 : Les 60 escalades les moins pires de l'Oisans
- 1991 : L'Oisans nouveau est arrivé, les 120 escalades les moins pires des massifs des Écrins, Briançonnais, Cerces, éditions Vertical
- 1995 :
  - Oisans moderne, Oisans sauvage, 250 escalades parmi les moins pires des massifs des Écrins, du Briançonnais et des Cerces, éditions Vertical
  - Escalades à Ailefroide
- 1999 : Escalades à la Bérarde
- 2000 : Oisans nouveau, Oisans sauvage, livre Est, 220 itinéraires d'escalade et d'alpinisme parmi les moins pires des massifs des Écrins-Est, du Briançonnais et des Cerces ; rééd. 2015, contenant plus de 500 escalades
- 2007 : Oisans nouveau, Oisans sauvage, livre Ouest, 300 escalades